# Maladera marginella
Maladera marginella är en skalbaggsart som beskrevs av Hope 1831. Maladera marginella ingår i släktet Maladera och familjen Melolonthidae. Inga underarter finns listade i Catalogue of Life.